# فیلدراشتات
شهر فیلدراشتات (به آلمانی: Filderstadt) یک شهر در آلمان است که در ایالت بادن-وورتمبرگ واقع شده است.